# Герб Будо-Бобриці
Герб Бу́до-Бо́бриці — офіційний символ села Будо-Бобриця Ємільчинського району Житомирської області, затверджений 18 квітня 2013 р. рішенням № 159 XXII сесії Будо-Бобрицької сільської ради VI скликання.

## Опис
Щит понижено перетятий. На верхньому лазуровому полі золотий бобер, супроводжуваний угорі чотирма золотими п'ятипроменевими зірками в балку. На нижньому зеленому полі золоте колосся жита та листки і жолуді дуба. Щит обрамований золотим декоративним картушем і увінчаний золотою сільською короною.

## Значення символів
Бобер символізує походження назви села Будо-Бобриця (герб є промовистим). Чотири зірки символізують чотири населені пункти, які входять до складу територіальної громади — села Антонівка, Будо-Бобриця, Гута-Бобрицька, Сорочень. Золоте колосся жита символізує розвинуте сільське господарство, а листки і жолуді дуба вказують на лісові масиви, які оточують села.
Автор — Галина Якимчук.